# Герб Торжка
Герб Торжка — опознавательно-правовой конвенциональный знак, составленный по правилам геральдики, являющийся символом городского статуса и самоуправления муниципального образования городской округ город Торжо́к Тверской области Российской Федерации.
Исторический герб Торжка был создан в 20-х годах XVIII века товарищем герольдмейстера графом Ф. М. Санти, Высочайше утверждён 10 (21) октября 1780 года императрицей Екатериной II вместе с другими гербами городов Тверского наместничества. Официально использовался до ноября 1917 года. Исторический герб был восстановлен в качестве официального символа города 24 сентября 1991 года Решением Собрания представителей населения города Торжка Тверской области. 23 июня 1998 года герб был окончательно утверждён и принято Положение о нём. Герб внесён в Государственный геральдический регистр Российской Федерации под регистрационным номером 417.

## Описание герба
«В лазоревом (синем, голубом) поле шесть голубей, три — золотые и три — серебряные; все с червлёными (красными) ошейниками в виде лент, расположенные в двух вертикальных рядах в шахматном порядке, начиная с золотого»— Из Положения о гербе и флаге города Торжка

## Описание символики и история герба

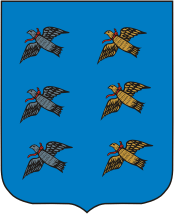
Герб Торжка (1780 год)

12 января 1722 года Именным Указом Императора Петра I при Сенате была образована Герольдмейстерская контора. Товарищем герольдмейстера («составителем гербов») был назначен итальянец по-происхождению, граф Ф. М. Санти. На основе сведений, присланных из разных городов России им были созданы первые городские гербы, в том числе Торжка.
Исторический герб города Торжка был Высочайше утверждён 10 (21) октября 1780 года императрицей Екатериной II вместе с другими гербами городов Тверского наместничества.
Подлинное описание герба Торжка гласило:

«Городъ Торжокъ имеет старой гербъ: в голубомъ полѣ три серебряные и три золотые голубя, имеющіе красные ошейники».—  ПСЗРИ, 1780, Закон № 15073.

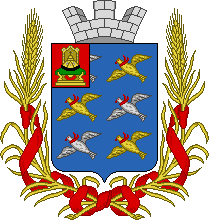
Проект герба Торжка (1862 год)

В 1862 году, в период геральдической реформы Кёне, был разработан проект нового герба уездного города Торжка (официально не утверждён): «В лазоревом щите 6 летящих голубей: 2, 2, 2, из которых первый, четвёртый и пятый серебряные, а остальные золотые, все с червлёными глазами, клювами и такими же лентами на шее. Щит увенчан серебряной стенчатой короной и окружён золотыми колосьями, соединёнными Александровской лентой».

### Символика герба Торжка
Сведения торжокских городских властей начала XVIII века, на основании которых Ф. М. Санти создал герб Торжка и объяснение его символики не сохранились, также как и не сохранился первый рисунок герба того времени, однако герб Санти был составлен геральдически правильно. Член Союза писателей России, почётный гражданин города Торжка В. Ф. Кашкова в своём историко-литературном очерке «История герба Торжка» приводит несколько версий толкования появления голубей на гербе города:
 — Первая версия: три золотых голубя говорят о богатстве торгового города, а три серебряных — о чистосердечии, доброте, гостеприимстве новоторов (так называли жителей Торжка);
 — Вторая версия, менее правдоподобная, но более привлекательная, предполагает, что герб напоминает о бесчисленных пожарах и разорениях, которым подвергался Торжок в течение своей тысячелетней истории. Якобы, голуби в гербе символичны голубям, которые по легенде сожгли древний город Искоростень (ныне город Коростень, Украина). Легенда гласит: «Княгиня Ольга, взявшая с непокорных горожан дань голубями, отпустила их на волю с горящей паклей на лапке. И принесли птицы, верные дому своему, горе великое под родную крышу…».
 — В третьей версии считается, что шесть голубей — это шесть ворот старинной крепости, шесть дорог, выходящих из города, шесть волостей Новоторжского уезда.
Существуют и другие толкования символики герба. Например тверской краевед и геральдист В. И. Лавренёв считает, что голуби попали в герб с изображения древней монеты, которая ходила в тех местах. Ест своя версия и у голубеводов: почти в каждом городе старой России, в каждой усадебной постройке, была голубятня. Жители Торжка издавна верили, что голуби приносят удачу и счастье в дом. Многие голубятники привязывали к лапкам голубей лоскутки с вышитыми золотой или серебряной нитью, эти голуби были ценными и служили в качестве денег. Торжокские голубеводы считают, что на гербе их города изображена своя порода голубей — торжокские лётные голуби, которые были выведены в конце XIX веке. Однако версия противоречивая, голубеводы не сопоставили даты создания герб города чем появилась эта порода голубей.

## Герб Торжка в современной России

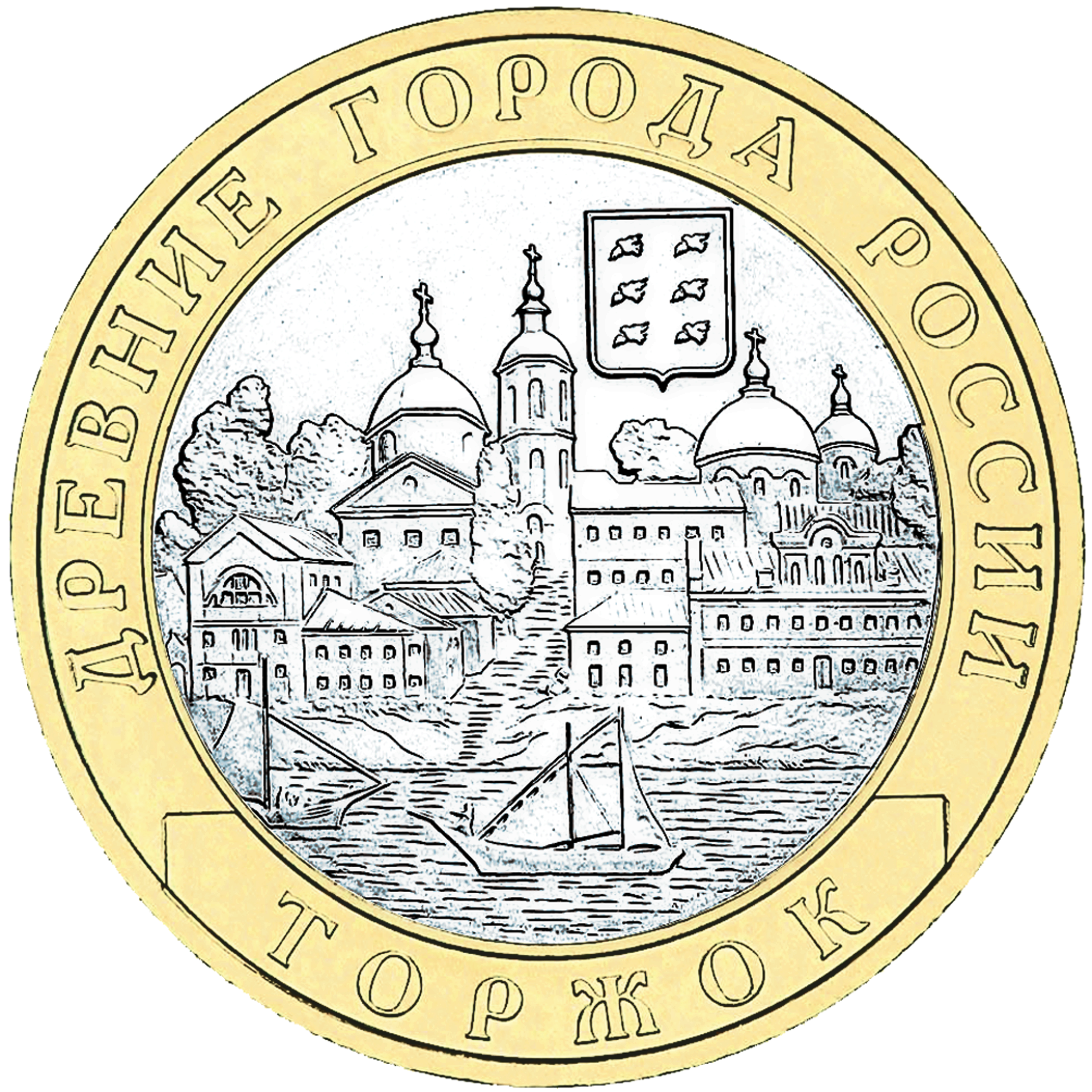
Герб Торжка на памятной монете номиналом 10 рублей, из серии Древние города России

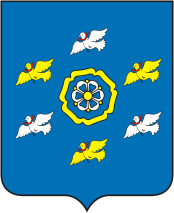
Герб Торжокского района (1999 год)

24 сентября 1991 года Торжокский городской совет народных депутатов восстановил исторический герб в качестве официального символа города. 23 июня 1998 года решением Собрания представителей населения города был окончательно утверждён ныне действующий герб Торжка и Положение о городском гербе и флаге. В отличие от исторического герба 1780 года, в новой версии голуби стали размещаться в двух вертикальных рядах в шахматном порядке (серебро—золото), начиная с золотого.
14 октября 1999 года Решением Собрания представителей района № 103 был утверждён герб Торжокского района разработанный на основе исторического герба города Торжка. Голуби в гербе района разместились по кругу, в центре которого цветок льна — символ льноводства, красоты и богатства природы, сельскохозяйственной деятельности жителей района. С 1931 года Торжок является центром льноводства в России, в городе расположен Всероссийский научно-исследовательский институт льна. Автор герба района — Лавренов Владимир Ильич. Герб района зарегистрирован в Геральдическом регистре РФ под номером 750.
Геральдическое описание герба Торжокского района гласит: «В лазоревом (синем, голубом) поле цветок льна о шести лепестках, тонко окаймлённый золотом и обременённый таким же цветком, окаймлённым серебром с золотыми лепестками и сердцевиной, сопровождаемый по кругу тремя серебряными и тремя золотыми голубями попеременно, с червлёными (красными) ошейниками (повязками)».
2 октября 2006 года Банком России была выпущена памятная монета номиналом 10 рублей, из серии Древние города России, на реверсе которой изображён герб Торжка.